# 薩姆瑙恩阿爾卑斯山脈

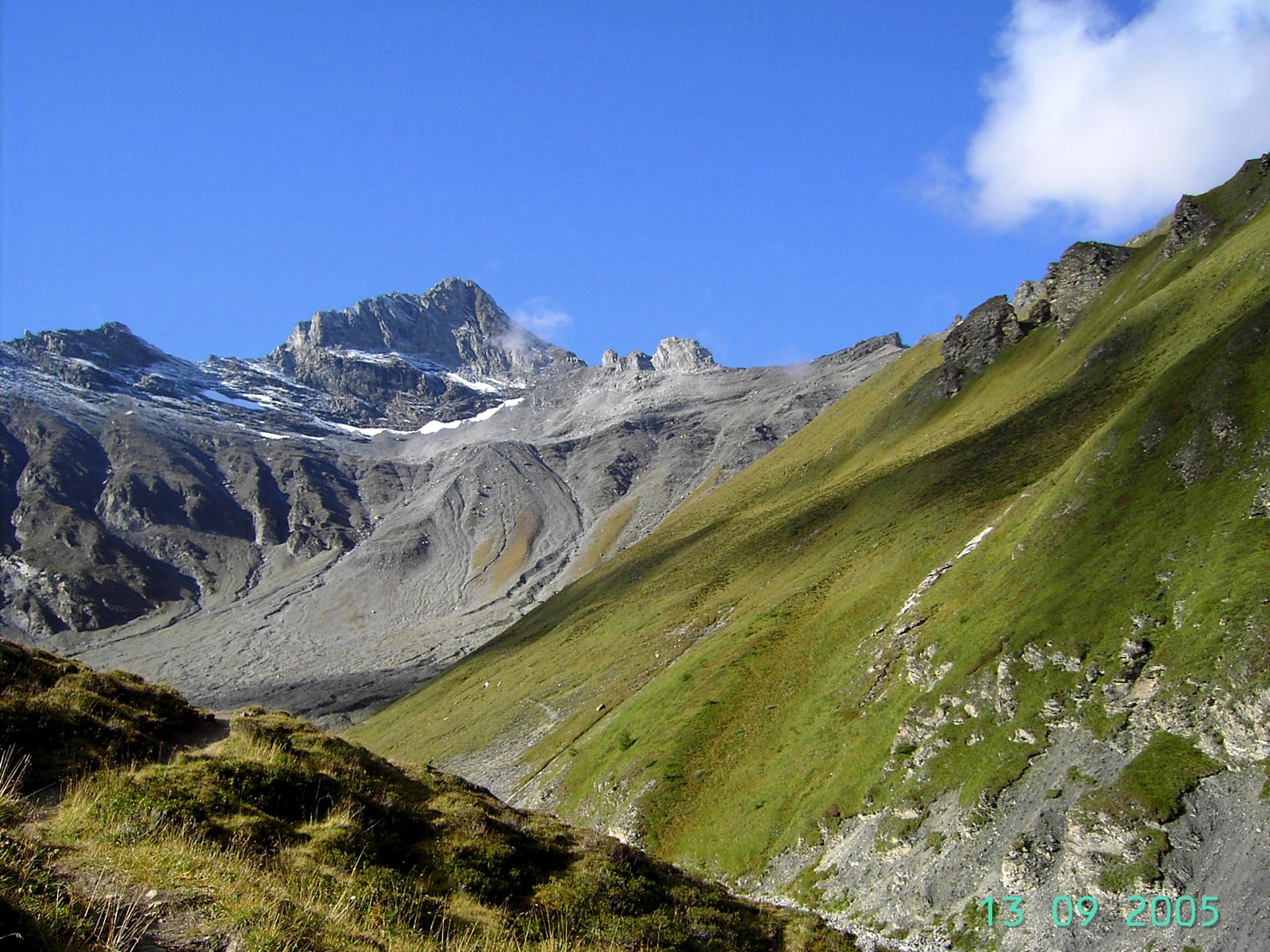

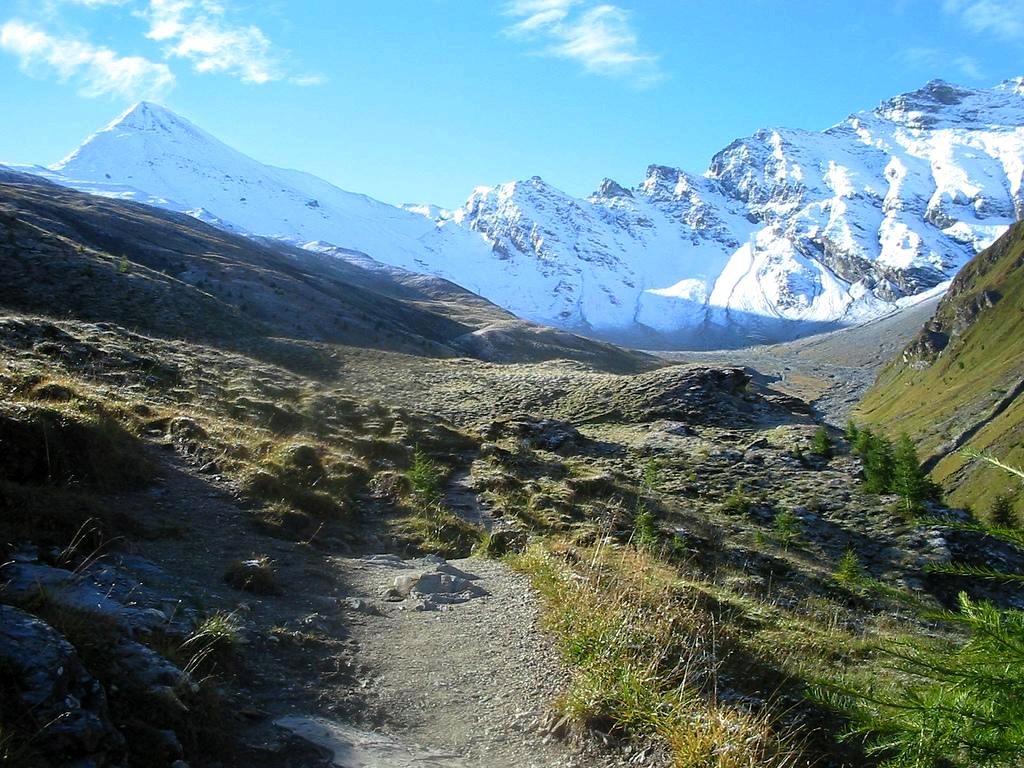

薩姆瑙恩阿爾卑斯山脈是歐洲的山脈，是中阿爾卑斯山脈的一部分，橫跨奧地利蒂羅爾州和瑞士格勞賓登州，最高點海拔高度3,293米。